# Pipa (instrument)
|  | Per a altres significats, vegeu «Pipa (desambiguació)». |

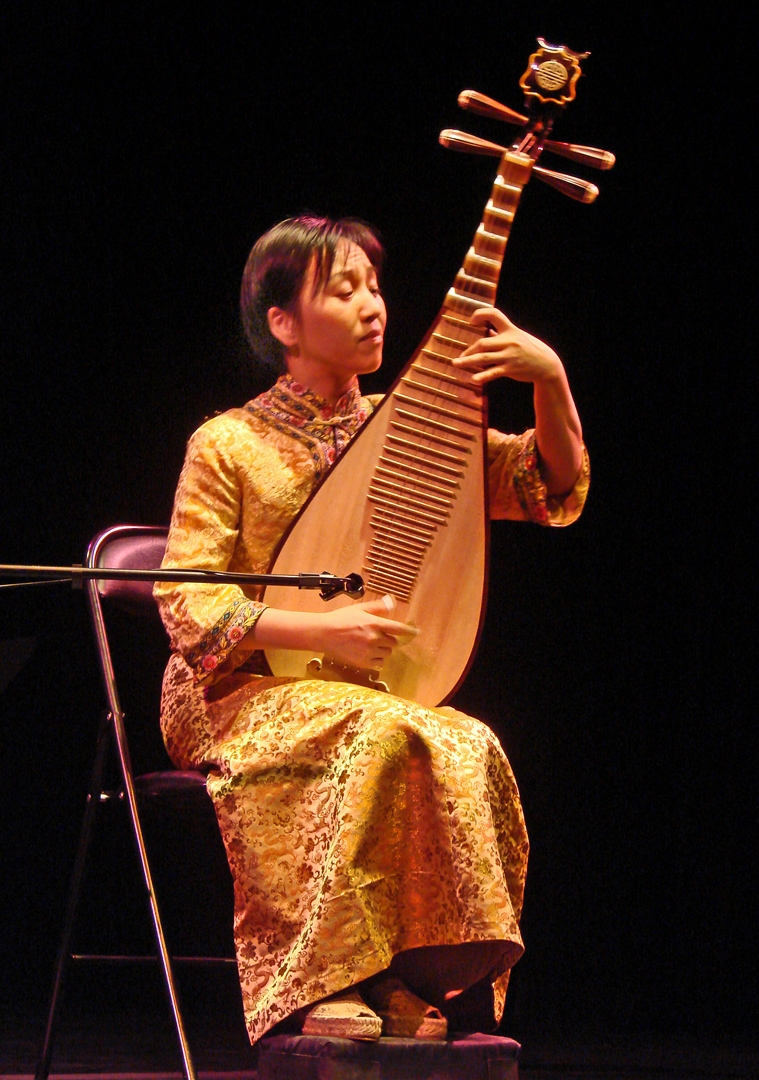
Intèrpret de pipa.

La pipa (xinès tradicional i simplificat: 琵琶, pinyin: pípa) és un instrument de corda pinçada tradicional xinès semblant al llaüt occidental. La pipa apareix citada per primera vegada en textos que daten del segle ii aC. D'aquest instrument se n'han derivat diversos instruments tradicionals orientals, el més conegut dels quals és la biwa japonesa, el vietnamita Djan Ty bà i el coreà Bipa, que ja no s'utilitza, del qual es conserven només alguns instruments en museus.
El nom pipa està format amb dues síl·labes xineses "pí" (琵) i "pá" (琶). Es refereixen precisament a les dues maneres més comunes de tocar l'instrument: "pí" significa empènyer amb el dit índex de la mà dreta de dreta a esquerra i "pá" significa estirar amb el polze de la mà dreta d'esquerra a dreta, en la direcció oposada.
La "pipa" és un instrument de quatre cordes en què la caixa de ressonància té forma de pera. Té un pal curt i corbat que compta amb trenta trasts que cobreixen part de la tapa harmònica, amb la qual cosa ofereixen una gran extensió. Després de la dinastia Tang (618 - 907), la pipa va mantenir la seva popularitat com a instrument solista i com a instrument de conjunt musical. En aquell temps es tocava amb plectre, però posteriorment es va deixar d'utilitzar, i passaren a ser utilitzades les ungles dels dits.
La tècnica d'execució exigeix una gran destresa que ha de permetre la producció d'efectes virtuosos i de caràcter descriptiu. Es combinen els trèmolos que s'obtenen fregant amb els cinc dits, els pizzicatos, els jocs d'harmònics, els sorolls, etc.